# 山东都指挥使司
山东都指挥使司，明朝十六个都指挥使司之一。
洪武元年（1368年）四月置山东等处行中书省。治济南府。洪武三年（1370年）十二月置青州都卫。治青州府。洪武八年（1375年）十月改都卫为山东都指挥使司。洪武九年（1376年）六月改山东行中书省为承宣布政使司。山东都指挥使司属于左军都督府。

## 下辖卫所
青州护卫（革）、兖州护卫（革）、兖州左护卫（后为临清卫）、登州卫、青州左卫、莱州卫、宁海卫、济南卫、平山卫、德州卫（后改属后府）、乐安千户所（后改名武定，属后府）、胶州千户所、诸城千户所、滕县千户所
后来改制：
- 登州卫、青州左卫、莱州卫、宁海卫、济南卫、平山卫、安东卫
- 原有青州右护卫，后改天津右卫
- 原有贵州护卫，革
- 添设：灵山卫、鳌山卫、大嵩卫、威海卫、成山卫、靖海卫、东昌卫、临清卫（原兖州左护卫，后改）、任城卫、济宁卫（原武昌左护卫，后改）、兖州护卫、胶州千户所、诸城千户所、滕县千户所、肥城千户所
- 添设：海阳千户所、东平千户所、宁津千户所、雄崖千户所、浮山前千户所、福山中前千户所、奇山千户所、濮州千户所、金山左千户所、寻山后千户所、百尺崖后千户所、王徐寨前千户所、夏河寨前千户所、鲁府仪卫司、德府仪卫司、泾府仪卫司、衡府仪卫司、德府群牧所、泾府群牧所、衡山群牧所